# Ковачевич, Бориша
Бориша «Шчепан» Ковачевич (сербохорв. Бориша "Шћепан" Ковачевић / Boriša "Šćepan" Kovačević; 2 декабря 1908, Дувно — 13 июня 1943, Милевина) — югославский боснийский партизан, в годы Народно-освободительной войны Югославии член политотдела 10-й герцеговинской пролетарской ударной бригады. Народный герой Югославии.

## Биография
Родился 2 декабря 1908 года в Дувно в богатой купеческой семье. Окончил начальную школу в Дувно и гимназию в Сараево, поступил на философский факультет Белградского университета (окончил в 1934 году). Будучи учеником гимназии, поддерживал революционное движение Сараево и состоял в Союзе коммунистической молодёжи Югославии. Член Коммунистической партии Югославии, подпольную деятельность начал после утверждения диктатуры 6 января. Неоднократно арестовывался, после окончания обучения продолжил политическую деятельность в Боснии, помогая молодёжи.
В 1938 году Бориша Ковачевич избран секретарём обновлённого Боснийско-Герцеговинского краевого комитета КПЮ, отвечая за перенос его штаба в Сараево. Сотрудничал с профсоюзами и молодёжью, с женскими организациями, культурно-образовательными и спортивными обществами. Выступал против межрелигиозных конфликтов, поддерживал генерального секретаря КПЮ Иосипа Броза Тито. После Апрельской войны и раздела Югославии странами оси Борише поручили подготовить партизанское выступление в Боснии, поэтому он устанавливал связи с партизанскими движениями всей Боснии и Герцеговины, а также Хорватии, Сербии и Черногории.
С октября 1941 года Бориша, известный под псевдонимом «Шчепан», сражался в составе Калиновикского партизанского отряда на линии Калиновик — Фоча (политрук отряда, член окружного комитета). С 7 по 8 января 1942 года участвовал на партийном совещании в Иванчичах, организуя органы народного самоуправления. Весной 1942 года отряд понёс огромные потери в результате столкновения с немецкими и итальянскими войсками, а также хорватскими усташскими частями и югославскими четниками, и только Бориша сумел спасти отряд, изменив тактику борьбы против неприятеля. Он предложил сделать акцент на политическую борьбу, чтобы добиться вступления новых добровольцев в партизанские части, и атаковать только малыми группами из засад.
В июле 1942 года Бориша вместе с Карло Батко и другими деятелями партизанского подполья вывел 40 человек к Верховному штабу НОАЮ, находившемуся около Прозора. Группа вошла в состав 10-й герцеговинской ударной бригады, а Бориша стал руководителем политотдела бригады. В конце ноября избран членом АВНОЮ, в составе 10-й герцеговинской бригады как части Главной оперативной группы Верховного штаба участвовал в боях на Неретве и Сутьеске.
Погиб 13 июня 1943 года в результате авианалёта на Милевину на реке Бистрице после взрыва авиабомбы. Похоронен на горе Требевич в мемориальном парке Враца на Кладбище народных героев.
Звание Народного героя Югославии присвоено посмертно 22 июля 1949 года указом Президиума Народной Скупщины Федеративной Народной Республики Югославии. В 1958 году в его честь была названа сараевская Восьмая школа, а в 1966 году там был установлен бюст Героя. Во время Боснийской войны, 8 апреля 1994 года она стала называться «Грбавица I».